# Rothwell (bedrijf)
Rothwell is een Brits historisch merk van motorfietsen en automobielen. De bedrijfsnaam was Eclipse Machine Company, Oldham (Lancashire).
De broers Tom en Fred Rothwell maakten aanvankelijk deel uit van de firma Shepherd, Rothwell & Hough, opgericht in 1872 om onder de merknaam "Eclipse" naaimachines te produceren. In 1887 werd het bedrijf ontbonden, maar voortgezet door de gebroeders Rothwell. Rond 1890 begon dit bedrijf ook fietsen te leveren, waarbij men gebruikmaakte van door Chater Lea geleverde frames en andere onderdelen. 

## Motorfietsen
Toen rond 1900 de eerste motorfietsen op de Britse markt kwamen, was er feitelijk nog geen sprake van Britse productie. Die was ernstig geremd door de Britse wetgeving, met name de Red Flag Act uit 1865, die het verplicht stelde om iemand met een rode vlag voor een gemotoriseerd voertuig te laten lopen. Hoewel de maximumsnelheid in de loop der jaren geleidelijk werd verhoogd, was het zinloos om een kleine, bruikbare motor te ontwikkelen terwijl de snelheid niet hoger was dan die van een paard. 
Op het Europese vasteland was die beperking er niet en rond 1900 begon Chater Lea haar frames aan te bieden met inbouwmotoren van Fafnir, Minerva, JAP, MMC en FN. De productie van fietsen leverde in die tijd weinig op door goedkope import uit de Verenigde Staten en overproductie in eigen land. 
Hoewel Chater Lea de motorfietsen met de eigen merknaam uitbracht, was het voor iedereen mogelijk een dergelijke motorfiets van een eigen logo te voorzien. Daarvan maakten de gebroeders Rothwell gebruik. Van 1901 tot 1905 verkochten ze Rothwell-motorfietsen met motoren van Minerva (2HP Model) en Fafnir (3HP Model). 

## Auto's
Het kleine merk Rothwell  kreeg meer bekendheid als autofabrikant. De verkopen beperkten zich voornamelijk tot Lancashire. In 1904 verschenen de eerste twee modellen. Van het 25 HP-model (1910-1916) is bekend dat het een kop/zijklepmotor had. In 1914 werd de productie beperkt door het uitbreken van de Eerste Wereldoorlog en in 1916 werd de productie van civiele voertuigen helemaal verboden. 
De Eclipse Machine Company werd net als andere kleine bedrijfjes ingezet voor de productie van "oorlogsmiddelen". Na de oorlog werd de autoproductie niet meer opgestart.
| Model   | Periode   | Motor                 | Cilinderinhoud | Wielbasis    |
| ------- | --------- | --------------------- | -------------- | ------------ |
| 10/12HP | 1904      | tweecilinderlijnmotor | 1407 cc        | 2515 mm      |
| 10/12HP | 1904      | tweecilinderlijnmotor | 1885 cc        | 1981 mm      |
| 12/14HP | 1904-1907 | viercilinderlijnmotor | 1881 cc        | 2489-2591 mm |
| 20/24HP | 1905-1908 | viercilinderlijnmotor | 4126 cc        | 2972 mm      |
| 15HP    | 1907-1908 | viercilinderlijnmotor | 3406 cc        | 2819 mm      |
| 25HP    | 1910-1916 | viercilinderlijnmotor | 4000 cc        | 2896-2972 mm |
| 15HP    | 1911-1914 | viercilinderlijnmotor | 2496 cc        | 2743 mm      |